# Hermann Christern
Hermann Gottfried Wilhelm Christern (* 27. Juni 1892 in Lübeck; † 1. Dezember 1941 in Greifswald) war ein deutscher Historiker und Hochschullehrer.

## Leben
Hermann Christern war ein Sohn des Lübecker Arztes (Johann) Friedrich Christern (* 1858 in Grünhof; † 1925 in Lübeck) und seiner Frau Louisa Maria, geb. Müller. Alfred Christern war sein Onkel, Hans Christern sein Cousin.
Er besuchte das Reformrealgymnasium (heute Johanneum zu Lübeck) bis zum Abitur 1913 und studierte Geschichte, Germanistik und Geographie an der Universität Marburg, unterbrochen vom Kriegsdienst im Ersten Weltkrieg ab 1916 im Königlich Bayerischen Eisenbahn-Bataillon. Er wurde mit dem Eisernen Kreuz II. Klasse und dem Hanseatenkreuz ausgezeichnet.
1920 wurde er an der Universität München mit einer Dissertation über Friedrich Christoph Dahlmann (1785–1860) zum Dr. phil. promoviert. Nach weiteren Studien in München und Kiel bestand er 1923 die Prüfung für das höhere Lehramt in den Fächern Geschichte, Germanistik und Geographie. 
Als Studienassessor wurde er für wissenschaftliche Arbeiten freigestellt. 1928 war er Herausgeber einer Auswahl der Schriften des liberalen Politikers Friedrich List (1789–1846). Seine Habilitationsschrift an der Universität Berlin (1931, veröffentlicht 1933) behandelte die Entwicklung und die Aufgaben biographischer Sammelwerke. Sie beruhte auf Erkenntnissen, die er als Herausgeber der Reihe Deutsches Biographisches Jahrbuch gewonnen hatte. In Berlin lehrte er als auch als Privatdozent. Am 1. Mai 1933 wurde er mit der Mitgliedsnummer 2.579.957 in die NSDAP aufgenommen.
Seinen ersten dotierten Lehrauftrag für Neuere und Neueste Geschichte erhielt er 1936 an der Universität Greifswald. Im September 1939 wurde er hier zum außerplanmäßigen Professor ernannt.
1939 veröffentlichte er sein Hauptwerk, eine vergleichende Studie zur Entwicklung des Parlamentarismus in England und den deutschen Staaten. Hans-Christof Kraus sieht darin brauchbare Einzelanalysen, die aber von einem ideologisch aufgebauten Gegensatz zwischen britischem Individualismus und deutscher Volksgemeinschaft überschattet würden. Eine spätere, posthum veröffentlichte Studie erhob sich, so Kraus, nicht mehr wesentlich über das Niveau vergleichbarer Kriegspropaganda im pseudoakademischen Gewand.
Während des Zweiten Weltkriegs wurde er in der Truppenbetreuung eingesetzt. Er starb an einer Infektion mit Fleckfieber.

## Werke
- Friedrich Christoph Dahlmanns politische Entwicklung bis 1848. Ein Beitrag zur Geschichte des deutschen Liberalismus. Leipzig: Haessel 1921, zugl.: München, Phil. Diss.

auch in: Zeitschrift der Gesellschaft für Schleswig-Holsteinische Geschichte. Bd. 50 (1921), S. 147–392 (Digitalisat).
- (Hrsg.) Friedrich List: Eine Auswahl aus seinen Schriften. Berlin: Reimar Hobbing [1928] (= Klassiker der Politik 16)
- Entwicklung und Aufgaben biographischer Sammelwerke. Ein Beitrag zur Geschichte der Historiographie. de Gruyter, Berlin 1933. Zuerst erschienen in: Sitzungsberichte der Preussischen Akademie der Wissenschaften, 29, Gesamtsitzung vom 27. Juli 1933, S. 1069–1148 (Webarchive).
- Deutscher Ständestaat und englischer Parlamentarismus am Ende des 18. Jahrhunderts. Beck, München 1939.
- Einfluß und Abwehr englischer politischer Ideologie in Deutschland vom 18. bis ins 20. Jahrhundert. In: Karl August Weber (Hrsg.): Die englische Kulturideologie. Bd. 2. Kohlhammer, Stuttgart 1943, S. 283–396.
- Elisabeth Christern (Hrsg.): Das Reich und der deutsche Lebensraum. Vermächtnis eines Greifswalder Historikers. Adler, Greifswald 1942 (Mitteilungen der Gesellschaft von Freunden und Förderern der Universität Greifswald. Sonderheft; 1).